# Municipio Simón Bolívar (Zulia)
Simón Bolívar es uno de los 21 municipios ubicados en el estado Zulia, Venezuela, ubicado en la Costa Oriental del Lago de Maracaibo, su capital es la población de Tía Juana.
Tiene límites al norte con el municipio Cabimas, al este y al sur con el Municipio Lagunillas y al oeste con el Lago de Maracaibo.
De relieve plano, se caracteriza por ser un paisaje de bosque seco o muy seco.
Está separado del Lago de Maracaibo por un muro construido por la Shell para secar las lagunas naturales, sin embargo la producción del campo Tía Juana Tierra ha causado la subsidencia del suelo por lo que se encuentra enteramente bajo el nivel del lago.

## Historia
El Municipio Simón Bolívar era conocido antes como Tía Juana (hoy ese es el nombre de la capital del municipio) un pequeño poblado perteneciente al Distrito Bolívar (Cabimas) de la Costa Oriental del Lago de Maracaibo, tiene una historia que se remonta a siglo XIX. Debe su nombre a Juana Villasmil, una notable mujer de posición económica holgada y muy bondadosa.
Llegó a Cabimas durante la segunda década de 1800, acompañada por su esposo Lorenzo Romero. Gran parte de esta zona les pertenecía.
El matrimonio se estableció en un hato, el cual con el tiempo se llamó Tía Juana (existían otros hatos en la zona de lo que hoy es municipio dedicados a la producción de ganado cuyos nombres registra la historia:Unión, Campo Alegre, Ulé, los cuales no pertenecían a Juana) donde constantemente eran visitados por sus sobrinos, quienes hicieron famoso el lugar de su tía debido a los numerosos invitados que recibían.
Libros como Estampas de Cabimas, de Humberto Ochoa, recogen que Juana, al enviudar, trabajó por el desarrollo y crecimiento del pueblo. Construyó un templo, donde está hoy la Catedral de Cabimas, entre otras obras que procuraron el bienestar de las comunidades. Por ello, la capital de Simón Bolívar le rinde homenaje.
El actual territorio del municipio Simón Bolívar toma su nombre del extinto Distrito Bolívar, al que perteneció hasta 1989. Entre 1989 y 1995 perteneció al Municipio Cabimas.
El municipio fue creado por iniciativa de Franklin Duno Petit logrando su autonomía  separándose del Municipio Cabimas pasando a ser Municipio Simón Bolívar

## Geografía
Se encuentra entre las carreteras E (al norte) y H (al sur) y entre el lago de Maracaibo (al oeste) y la Av 31 (al este).
Límites: 
Al Norte con el municipio Cabimas
Al Este Y Al Sur con el Municipio Lagunillas 
Al Oeste con el Lago de Maracaibo.

### Organización territorial
El municipio se divide en 3 parroquias, las cuales son:
| Parroquia               | Superficie | Población (2016) | Densidad        |
| ----------------------- | ---------- | ---------------- | --------------- |
| Manuel Manrique         | 32 km²     | 23.458 hab.      | 764,31 hab/km²  |
| Rafael María Baralt     | 12 km²     | 17.077. hab.     | 1422,92 hab/km² |
| Rafael Urdaneta         | 214 km²    | 5.168 hab.       | 24,38 hab/km²   |
| Municipio Simón Bolívar | 258 km²    | 45703 hab.       | 181,20 hab/km²  |

### Centros poblados
- San Isidro
- La Vaca
- La Plata
- Tía Juana (Capital)
- Tacarigua
- Colinas de Bello Monte
- Entre otras poblaciones

## Transporte
Las carreteras principales del municipio forman un sistema de coordenadas con letras A, B, C, etc en orden de norte a sur (sentido de la vía oeste - este) y números 21,22,23,24,31,32,33,34 en orden oeste a este (sentido de la vía norte - sur) que corresponden al sistema de coordenadas utilizado para ubicar los pozos petroleros. Una guía sería la siguiente:
- carretera A: av intercomunal sector San Isidro en la curva del Jabillo.
- carretera B: av intercomunal sector La Vaca semáforo antes de Ulé.
- carretera C: av intercomunal justo después del patio de tanques Ulé.
- carretera D: av intercomunal luego de la estación de servicio Tacarigua.
- carretera E: av intercomunal al lado de la pasarela y la alcaldía de Tía Juana.
- carretera F: av intercomunal entrada al campo Venezuela antes de la entrada de PDVSA.
- carretera G: av intercomunal justo luego de un bosque.

Su límite con el municipio Cabimas es la carretera Punta Gorda - La Plata.
Su límite con el municipio Lagunillas es el río Tamare.

## Economía
El potencial económico del municipio está constituido principalmente por sus yacimientos petroleros, entre los que destacan los campos Tía Juana Tierra y Tía Juana Lago. Cuenta además con los patios de tanques Ulé y Taparito, la planta Ulé —encargada de bombear crudo hacia el Complejo Refinador Paraguaná (CRP)— y el muelle de Tía Juana, donde anclan tanqueros petroleros. A esto se suma la presencia de una industria metalmecánica que presta servicios a la actividad petrolera.
Sin embargo, la explotación petrolera durante casi seis décadas contrasta con las condiciones socioeconómicas en las que viven muchos de sus habitantes.
El municipio también posee actividad agrícola, destacándose el cultivo de maíz, yuca y sorgo.

## Sitios de interés
- INSUPALCA Inversiones, Suministros y Servicios Las Palmas C.A Ferretería, Tornilleria, Refrigeración,Lubricantes, empresa muy importante en el municipio.
- El Jabillo. Av Intercomunal con carretera A
- Parque las Yaguasas. La Vaca a orillas del Lago de Maracaibo. Carretera B
- Área Industrial Ulé
- Posada las Cuevas del Humo. Carretera C con Av 21
- E/S Ulé
- E/S Tacarigua. Av Intercomunal con carretera D
- Patio de Tanques Taparito
- Destacamento 51 de la Guardia Nacional. Campo Taparito. Av Intercomunal
- Pasarela de Tía Juana. Av Intercomunal con Carretera E
- Alcaldía de Simón Bolívar. Sector Las Palmas entre carreteras C y D Av.16
- Plaza Bolívar. Entre Av 21 y 22, Campo Venezuela
- PDVSA Tía Juana (Antiguo Distrito Tía Juana). Entre carreteras F y G, Av Intercomunal y Lago de Maracaibo

## Política y gobierno

### Alcaldes
| Período     | Alcalde             | Partido político / Alianza | % de votos | Notas |
| ----------- | ------------------- | -------------------------- | ---------- | --- |
| 1995 - 2000 | Franklin Duno Petit | Copei                      | -          | Primer alcalde bajo elecciones directas (se realizaron elecciones generales adelantadas en el 2000 debido a la aprobación de la Constitución de 1999) |
| 2000 - 2004 | Franklin Duno Petit | Copei                      | 43,02      | Reelecto |
| 2004 - 2008 | Gustavo Torres      | Copei                      | 36,68      | Segundo alcalde bajo elecciones directas |
| 2008 - 2013 | Gustavo Torres      | Copei                      | 53,38      | Reelecto (se postergan 1 año las elecciones municipales pautadas para finales del 2012)                                                               |
| 2013 - 2017 | Adriano Pereira     | PCV                        | 35,01      | Tercer alcalde bajo elecciones directas |
| 2017 - 2021 | Henrry Barrueto     | PSUV                       | 43,73      | Cuarto alcalde bajo elecciones directas |
| 2021 - 2025 | Argelio Riera       | MUD                        | 44,83      | Quinto alcalde bajo elecciones directas |
| 2025 - 2029 | Yesika Alcantara    | PSUV                       | 56,36      | Sexta alcaldesa bajo elecciones directas |

### Concejo municipal
Período 2021 - 2025
| Concejales:      | Partido político / Alianza |
| ---------------- | -------------------------- |
| Jhonny Somoza    | MUD                        |
| Francisco Pineda | MUD                        |
| Asdrubal Abreu   | MUD                        |
| Liseth Hernández | PSUV                       |
| Richard Briceño  | PSUV                       |
| Yesika Alcantara | PSUV                       |
| Silvia Gómez     | (Representación indígena)  |